# Ludwig Diestel

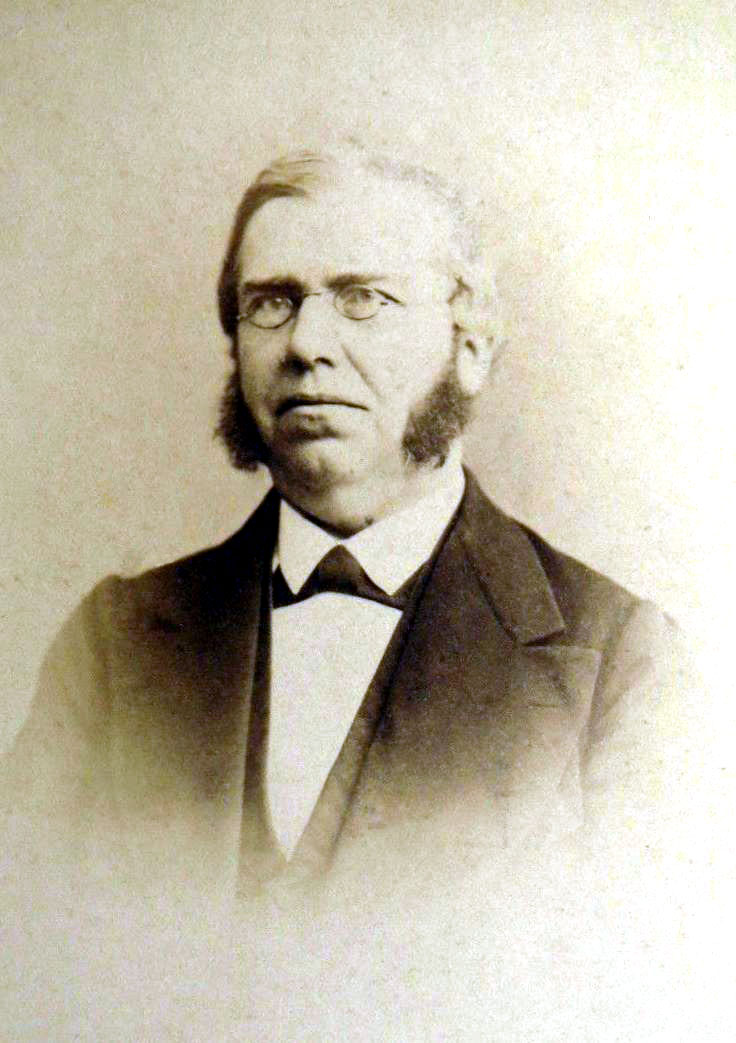
Ludwig Diestel.

 Ludwig Diestel, född den 28 september 1825 i Königsberg (nuvarande Kaliningrad), död den 15 maj 1879 i Tübingen, var en tysk evangelisk teolog och universitetslärare.
Diestel blev 1851 privatdocent vid universitetet i Bonn och 1858 extra ordinarie professor där. År 1862 kallades han till ordinarie professor vid universitetet i Greifswald, flyttade 1867 till universitetet i Jena och 1872 till universitetet i Tübingen. Diestel är framför allt bekant för sitt stora arbete Geschichte des Alten Testaments in der christlichen Kirche (1869). Han var påverkad av Albrecht Ritschl.